# Камподоро
Камподоро је насеље у Италији у округу Падова, региону Венето.
Према процени из 2011. у насељу је живело 1207 становника. Насеље се налази на надморској висини од 21 м.

## Становништво
| 1951. | 1961. | 1971. | 1981. | 1991. | 2001. | 2011. |
| ----- | ----- | ----- | ----- | ----- | ----- | ----- |
| 2.307 | 1.881 | 1.625 | 1.704 | 1.934 | 2.170 | 2.725 |